# Corea del Sur en los Juegos Olímpicos de Cortina d'Ampezzo 1956
Corea del Sur estuvo representada en los Juegos Olímpicos de Cortina d'Ampezzo 1956 por cuatro deportistas masculinos que compitieron en patinaje de velocidad sobre hielo.
El equipo olímpico surcoreano no obtuvo ninguna medalla en estos Juegos.